# Lew Morrison
Henry Lewis „Lew“ Morrison (* 11. Februar 1948 in Gainsborough, Saskatchewan; † 15. Juli 2023 in Hartney, Manitoba) war ein kanadischer Eishockeyspieler, der im Verlauf seiner aktiven Karriere zwischen 1967 und 1978 unter anderem 581 Spiele für die Philadelphia Flyers, Atlanta Flames, Washington Capitals und Pittsburgh Penguins in der National Hockey League (NHL) auf der Position des rechten Flügelstürmers bestritten hat. Zum Zeitpunkt seiner NHL-Karriere zählte Morrison zu den besten Unterzahlspielern der NHL.

## Karriere
Morrison wurde in der kanadischen Provinz Saskatchewan geboren, wuchs aber in Manitoba auf, wo er im unterklassigen Juniorenbereich erfolgreich spielte. Zur Saison 1967/68 schloss er sich den Flin Flon Bombers aus der Western Canada Hockey League (WCHL) an. Mit der Mannschaft, der auch Bobby Clarke, Reggie Leach und Gerry Hart angehörten, bestritt der Stürmer eine herausragende Spielzeit, die sie nach der regulären Saison auf dem ersten Platz abschlossen und schließlich bis in die Finalserie der Playoffs vordrangen. Dort unterlagen sie den Estevan Bruins. Nach der Saison wurde der 20-Jährige im NHL Amateur Draft 1968 bereits an der achten Gesamtposition von den Philadelphia Flyers aus der National Hockey League (NHL) ausgewählt.
Zur Saison 1968/69 wechselte der Kanadier in den Profibereich und wurde von den Flyers zunächst im Farmteam As de Québec in der American Hockey League (AHL) eingesetzt. Mit den As erreichte er im Saisonverlauf die Finalserie um den Calder Cup, wozu er in 15 Playoff-Spielen neun Scorerpunkte beisteuerte. Wie schon im Vorjahr in der WCHL gehörte Morrison aber der unterlegenen Mannschaft an. Mit Beginn der Spielzeit 1969/70 stand der Defensivstürmer schließlich als Stammspieler im NHL-Aufgebot Philadelphias und verbrachte dort drei Jahre. Nach der Saison 1971/72 wurde er dann im NHL Expansion Draft 1972 von den neu gegründeten Atlanta Flames ausgewählt, nachdem Philadelphia ihn für den Draft nicht geschützt hatte. Bei den Atlanta Flames avancierte Morrison in den folgenden beiden Jahren zu einem der besten Unterzahlspieler der gesamten Liga, der stets nur wenige Strafminuten seinerseits erhielt.
Durch den NHL Expansion Draft 1974 musste der Angreifer im Sommer 1974 erneut das Team wechseln. Fortan stand er bei den Washington Capitals unter Vertrag, die ihn zu Beginn der Saison 1974/75 zunächst in der AHL bei den Richmond Robins einsetzten, für die er bereits drei Jahre zuvor – damals noch in Diensten der Philadelphia Flyers – einige Spiele absolviert hatte. Nach neun Spielen wurde er jedoch in den NHL-Kader der Hauptstädter beordert, wo er 18 Spiele bestritt, ehe er noch im Dezember desselben Jahres im Tausch für Ron Lalonde zu den Pittsburgh Penguins transferiert wurde. Im Juni 1975 vervollständigte Don Seiling mit seinem Wechsel nach Washington das Transfergeschäft. Für die Penguins war Morrison schließlich knapp vier Jahre bis zum November 1978 aktiv.
Nachdem er im Verlauf der Saison 1978/79 zum Farmteam Binghamton Dusters in die AHL abgeschoben worden war und dort den Rest der Spielzeit verbracht hatte, beendete er im Sommer 1979 im Alter von 31 Jahren seine aktive Karriere. Im Jahr 2017 wurde Morrison in die Manitoba Hockey Hall of Fame aufgenommen. Er verstarb im Juli 2023 im Alter von 75 Jahren in Hartney in der Provinz Manitoba.

## Erfolge und Auszeichnungen
- 2017 Aufnahme in die Manitoba Hockey Hall of Fame

## Karrierestatistik
(Legende zur Spielerstatistik: Sp oder GP = absolvierte Spiele; T oder G = erzielte Tore; V oder A = erzielte Assists; Pkt oder Pts = erzielte Scorerpunkte; SM oder PIM = erhaltene Strafminuten; +/− = Plus/Minus-Bilanz; PP = erzielte Überzahltore; SH = erzielte Unterzahltore; GW = erzielte Siegtore; 1 Play-downs/Relegation; Kursiv: Statistik nicht vollständig)